# Annegret Richter
Annegret Richter, född den 13 oktober 1950 i Dortmund i Västtyskland, är en tysk före detta friidrottare som under 1970-talet tävlade för Västtyskland i kortdistanslöpning.
Richters första mästerskap var EM 1971 där hon ingick det tyska lag som vann guld på 4 x 100 meter. Vid Olympiska sommarspelen 1972 i München blev hon femma på 100 meter, dessutom var hon med i det tyska lag som vann guld i stafett på ett nytt världsrekord. 
Inför de Olympiska sommarspelen 1976 var storfavoriterna på 100 meter den regerande olympiske mästaren Renate Stecher och Richters landsman Inge Helten som hade slagit Stechers världsrekord. Under semifinalen slog Richter världsrekordet på 100 meter när hon noterade 11,01. I finalen vann hon knappt på tiden 11,08 med Stecher som tvåa och Helten som trea. Tre dagar senare följde hon upp guldet med en silvermedalj på 200 meter och en silvermedalj i stafett. 